# Judeagebergte
Het Judeagebergte, de Judese Bergen of de Judese Heuvels (Hebreeuws: הרי יהודה Harei Yehuda, Arabisch جبال الخليل Jibal Al Khalil) is een middelgebergte in Israël en op de Westelijke Jordaanoever. De bergen bereiken een hoogte van ruim 1000 meter. Het Judeagebergte kan worden onderverdeeld in enkele subregio´s, zoals de Heuvels van Hebron en de Bergrug van Jeruzalem. Het Judeagebergte vormde het hartland van het koninkrijk Juda tijdens de Israëlitische oudheid.

## Geografie
Het gebergte loopt in noord-zuidrichting van Galilea naar de Negev met een gemiddelde hoogte van 900 meter. Het Judeagebergte omvat Ramallah, Jeruzalem, Bethlehem en Hebron. Ten westen van het gebergte ligt het laagland de Sjfela. Ten oosten van het Judeagebergte ligt de Woestijn van Judea, waarvoor het gebergte regenschaduw veroorzaakt.
Het gebergte bestaat voornamelijk uit een bodem van terra rossa boven op hard kalksteen.

## Transport
Er loopt een spoorlijn van Israel Railways van Bet Shemesh tot aan Station Jeruzalem Malha.

## Galerij

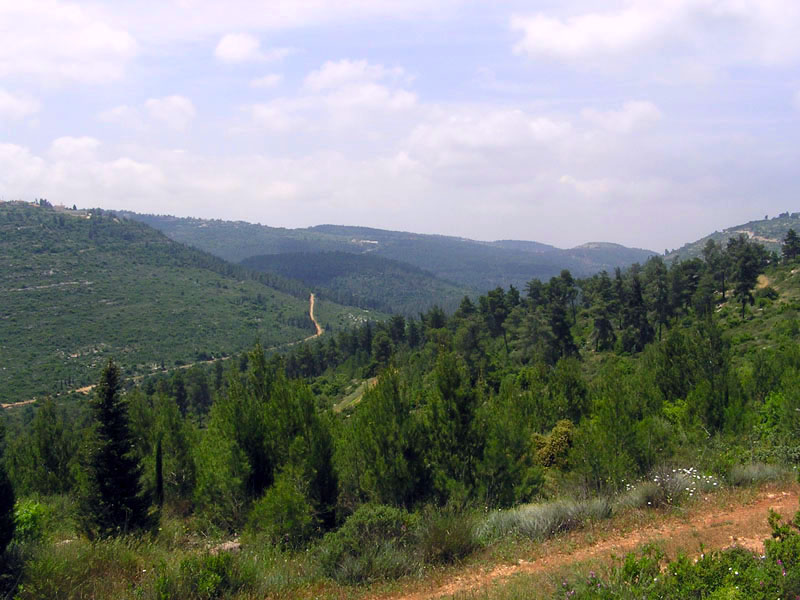
Zicht op het Judeagebergte nabij Jeruzalem
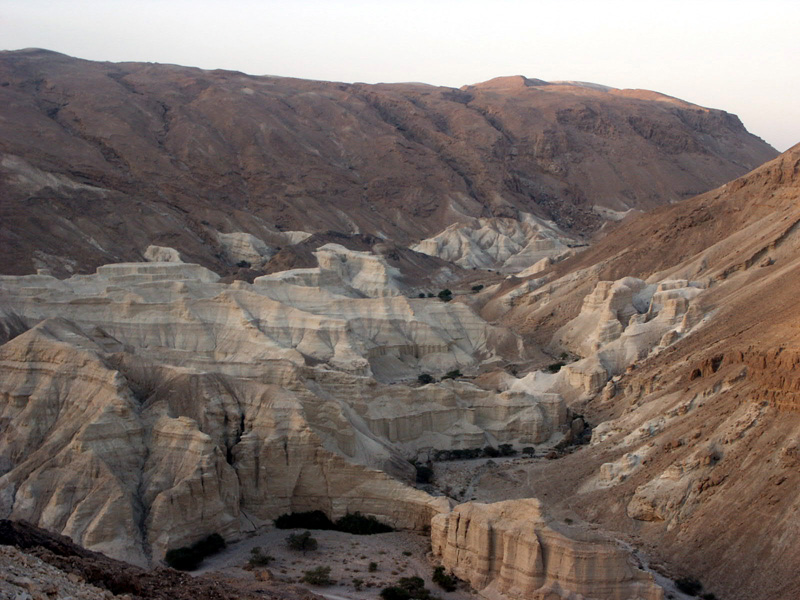
Het Judeagebergte vanaf de Dode Zee
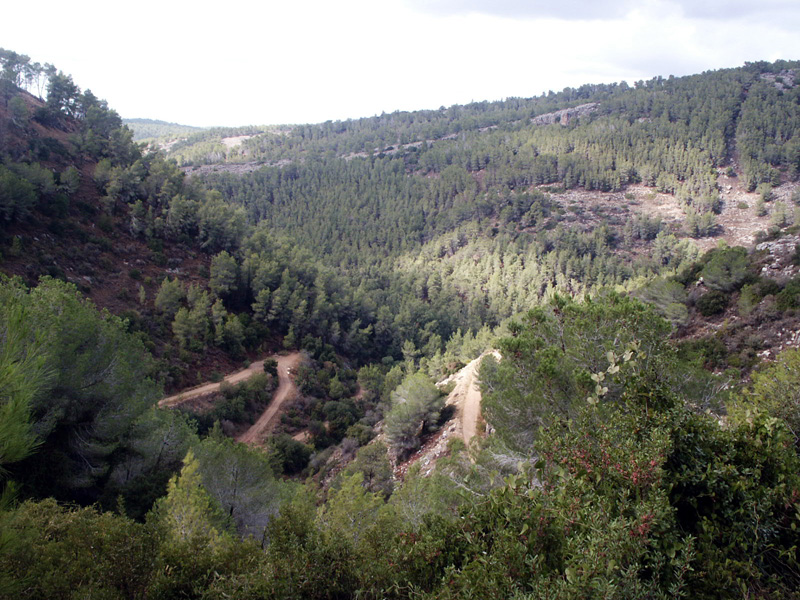
Nabij Jeruzalem